# Władysław Pulnarowicz

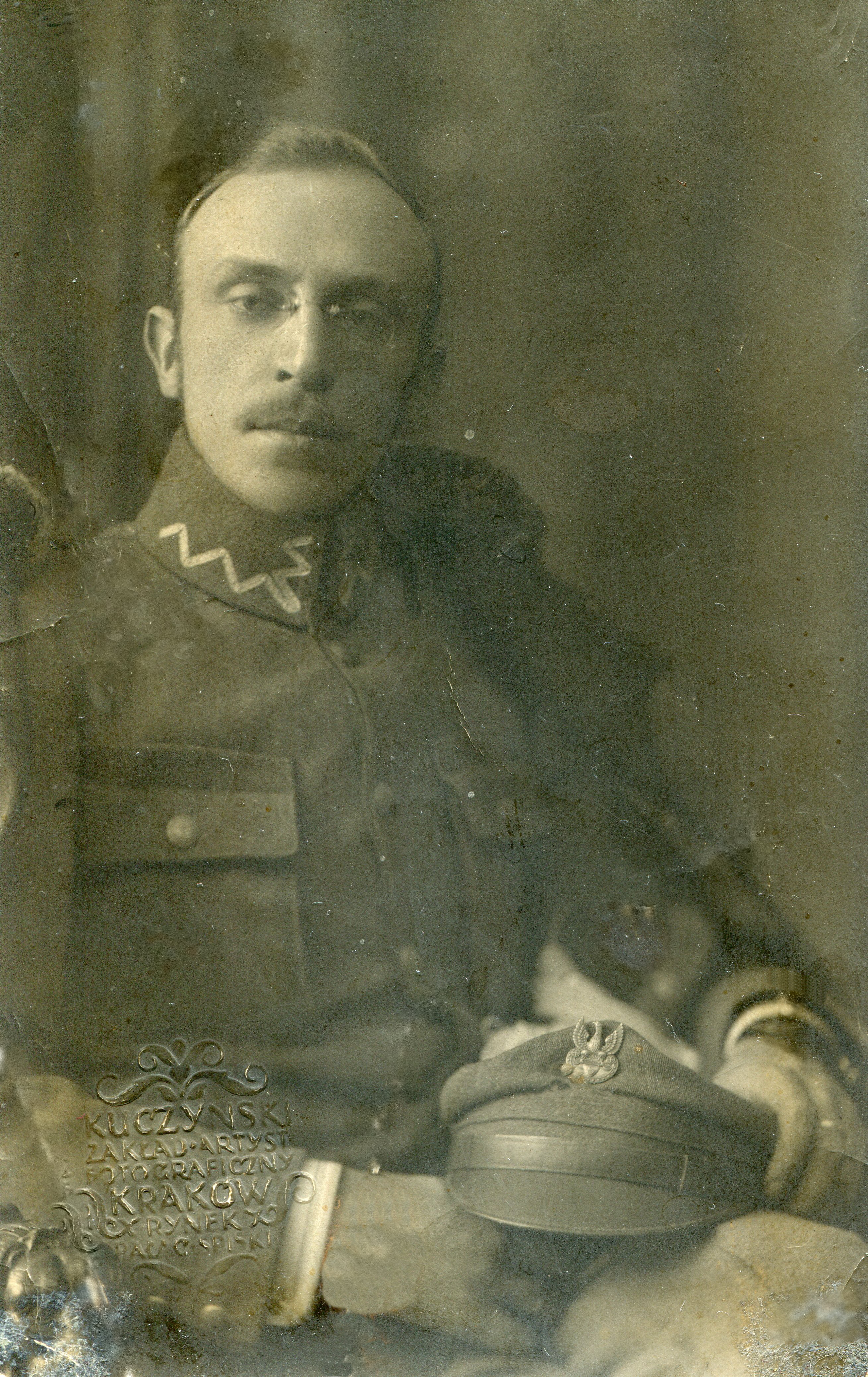
Władysław Pulnarowicz senator II RP w mundurze Legionisty 1922 Turka n/Stryjem

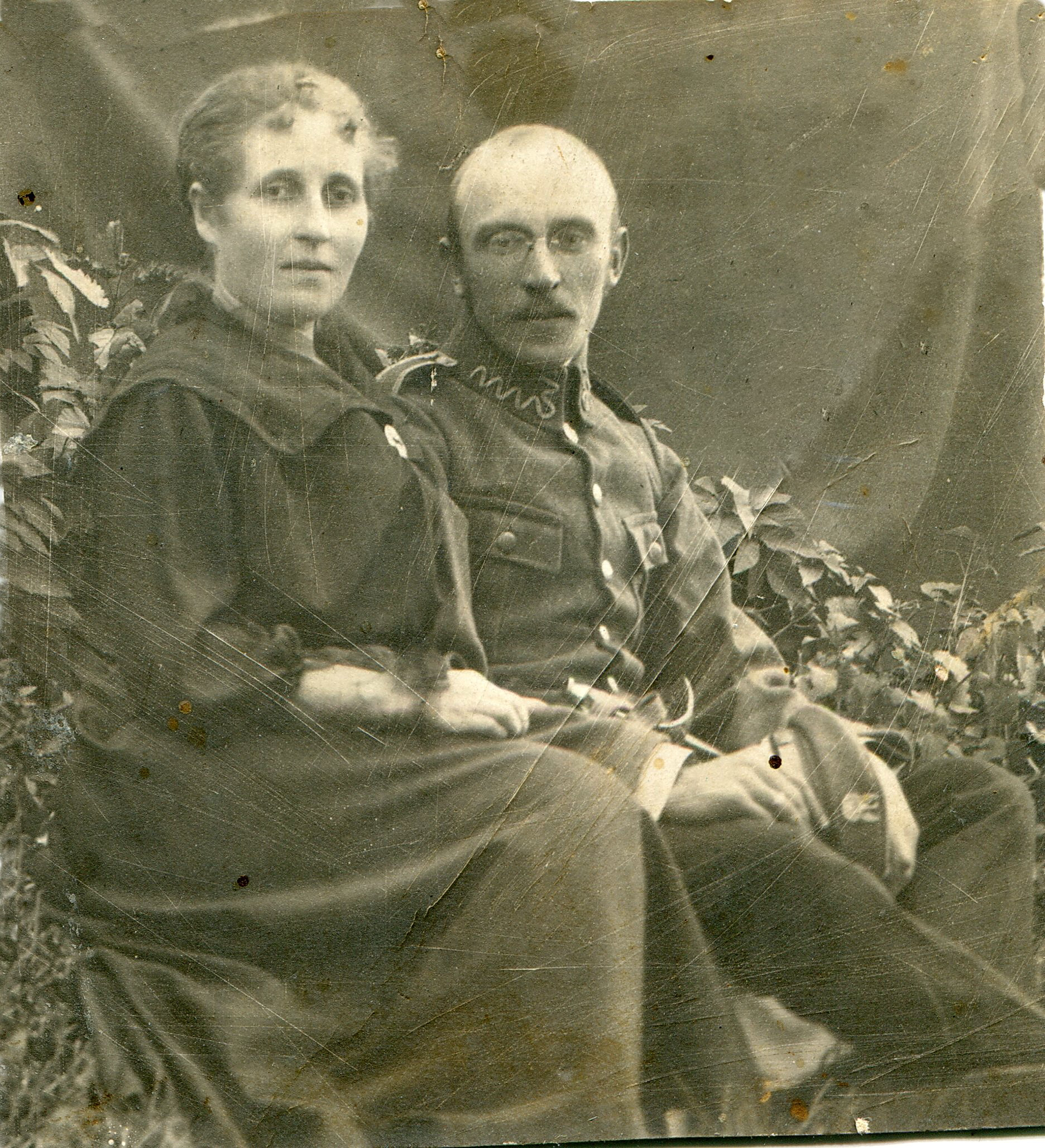
Wraz z żoną Heleną Henryką zd. Chołoniewską córką Jana i Rozalii

Władysław Pulnarowicz (ur. 12 kwietnia 1889 w Turce, zm. w czerwcu 1941 we Lwowie) – polski polityk, senator w II RP trzech kolejnych kadencji.

## Życiorys
Ukończył szkołę średnią. Działał w Związku Walki Czynnej. W czasie I wojny światowej służył w Legionach Polskich. Po 1918 roku został dyrektorem Kasy Chorych w Turce (którym był do 1932 roku). Był dyrektorem komisarycznym Ubezpieczalni Społecznej w Turce, Samborze i Drohobyczu.
Był wieloletnim członkiem rady miejskiej i powiatowej w Turce.
W 1935 roku został senatorem III kadencji (1930–1935) (był zastępcą senatora z województwa lwowskiego, mandat objął po zrzeczeniu się mandatu przez poprzednika Artura Dobieckiego). Ślubowanie złożył 16 stycznia 1935 roku. W III kadencji był członkiem BBWR. Ponownie został wybrany na senatora IV (1935–1938) i V (1938–1939) kadencji z listy Obozu Zjednoczenia Narodowego w województwie lwowskim. W IV kadencji pracował w komisjach: opieki społecznej (której był sekretarzem), regulaminowej i administracji.
Po 17 września 1939 roku ukrywał się we Lwowie. Jego rodzina została 13 kwietnia 1940 roku wywieziona do Kazachstanu, a on z synem Janem został aresztowany 8 lipca 1940 roku w czasie próby przekroczenia granicy z Węgrami. Został osadzony w lwowskim więzieniu „Brygidki”. 17 kwietnia 1941 roku postanowieniem wojskowego prokuratora jego sprawa została skierowana do sądu wojskowego. Skazano go na śmierć wyrokiem Trybunału Wojskowego 6 Armii Specjalnego Kijowskiego Okręgu Wojskowego 16 maja 1941 roku. Rozstrzelany wraz z synem Janem, skazanym w tym samym procesie na 25 lat pozbawienia wolności i 5 lat pozbawienia praw publicznych na krótko przed zajęciem Lwowa przez Niemców.

## Ordery i odznaczenia
- Krzyż Niepodległości (16 września 1931)[3]
- Złoty Krzyż Zasługi
- Srebrny Krzyż Zasługi (dwukrotnie: po raz pierwszy 19 marca 1931[4])

## Publikacje
- U źródeł Sanu, Stryja i Dniestru: (historja powiatu turczańskiego) (1929)
- Rycerstwo polskie Podkarpacia (dawne dzieje i obecne obowiązki szlachty zagrodowej na Podkarpaciu) (1937)

## Życie prywatne
Był synem Józefa i Emilii z domu Jackulak. Ożenił się w 1912 roku z Heleną Henryką Chołoniewską, z którą mieli dwie córki: Zofię (1914–1992) i Romanę oraz syna Jana.